# Gerrit Schimmelpenninck (1897-1970)
Gerrit graaf Schimmelpenninck (Diepenheim, 18 augustus 1897 – Deventer, 23 september 1970) was een Nederlands politicus.
Hij werd geboren als zoon van Robert graaf Schimmelpenninck (1863-1942; burgemeester van Diepenheim) en jonkvrouw Philippina Cornelia van Suchtelen van de Haare (1866-1923). Hij was volontair bij de Gelderse gemeente Laren voor hij in 1928 benoemd werd tot burgemeester van Nederhorst den Berg. In 1939 volgde zijn benoeming tot burgemeester van de gemeenten Ankeveen en 's-Graveland. Eind 1954 werd hem op eigen verzoek ontslag verleend. Schimmelpenninck overleed in 1970 op 73-jarige leeftijd.